# 律政俏佳人
《律政俏佳人》（英語：Legally Blonde）是2001年美國的一部喜劇電影，改編自阿曼達·布朗的同名小說。由羅伯特·盧凱迪奇執導，編劇是凱倫·麥庫拉·盧茨和克爾斯滕·史密斯，由馬克·普拉特製作；女主角瑞絲·薇斯朋、男主角盧克·威爾遜。故事敘述漂亮的學生聯誼會女孩艾兒伍茲為了贏回前男友而努力考進哈佛法學院，由一開始的格格不入、到面對自己、贏得眾人認同的一連串發展。
電影於2001年7月13日正式發行，這部電影取得了不錯的票房，整體獲得中等趨於正面的評價，其中主演瑞絲·薇斯朋的演出受媒體和影評家讚譽，但攸關法學院和法律的描寫精確度，則獲得法界人士褒貶不一的意見。電影後續發行兩部續集，還被改編成舞台劇，瑞絲·薇斯朋也因這部作品而廣為人知。

## 劇情
故事開頭，在大學主修時裝銷售並擔任姊妹會長的時尚美少女艾兒·伍茲（英語：Elle Woods）被男友華納·亨廷頓三世（英語：Warner Huntington III）帶到一家高檔餐廳約會，艾兒原本期待華納向她求婚，但事與願違，華納卻反而她提出分手，理由是他打算去哈佛法學院並成為一名成功的政治家，但他認為艾兒對那種生活不夠認真。艾兒相信，如果她證明自己有能力實現同樣的目標，她就能贏回華納的心意。經過數月苦讀，艾兒在法學院入學考試中取得 179 分，並且她的成績為4.0，成功被哈佛法學院錄取。
艾兒入學後因為富社交性的性格，與其他美國東北部出身的同學形成了鮮明對比，更在校園裡顯得格格不入，當她與華納再會時，發現華納已經和前女友薇薇安·肯辛頓（英語：Vivian Kensington）訂婚，薇薇安則認定艾兒是個傻瓜。艾兒告訴華納，她打算申請她教授名下的其中一名實習職位，但華納以輕蔑的態度回應艾兒，認為她不夠聰明，申請實習形同浪費時間。此事令艾兒意識到華納沒那麼輕易收回對她的看法或認真對待她，於是她決心努力用功學習，藉此證明自己的能力與動力。她與在學校附近髮廊工作的波拉·波納方（Paulette Bonafonté）成為摯友，並幫助她從前夫手中討回愛犬及追求她暗戀已久的快遞員。
接下來的學期，學校最受尊敬的老師卡拉漢教授（英語：Professor Callahan）決定招收一些一年級的實習生來幫助處理一個備受矚目的案件，艾兒、華納、薇薇安獲得卡拉漢教授的錄用，加入團隊之中。卡拉漢教授在這個案件中為艾兒深深崇拜的著名健身教練、被控謀殺丈夫的布魯克·溫德翰（英語：Brooke Windham）進行辯護。布魯克私底下向艾兒透露她在案發時正在進行抽脂手術，礙於此事一旦敗露會令她身敗名裂才拒絕提供不在場證明，艾兒則允諾會為她保守這項秘密。薇薇安由此對艾兒產生敬重之情，同時告訴艾兒華納其實是透過父親的協助才能進入哈佛求學。與此同時，卡拉漢教授的初級合夥人兼律師埃默特·瑞奇蒙德（英語：Emmett Richmond）也注意到了艾兒的潛力。
某夜，卡拉漢教授試圖引誘艾兒未遂，但是不慎聽見部分對話的薇薇安誤認艾兒是透過主動勾引教授獲得利益，這件事情讓艾兒誤信自己努力至此卻仍被當成花瓶看待，於是她向埃默特哭訴事發經過後，在失望與傷心之下辭去實習崗位，決定返回加利福尼亞州的家鄉。當她前往髮廊向好友波拉辭別時，剛好在旁邊做頭髮的法學院長艾絲派斯·史東威爾（Elspeth Stromwell）聽見了對話，勉勵艾兒不應就此放棄。稍後埃默特向布魯克、薇薇安解釋卡拉漢教授的行為如何導致她離開實習崗位，於是布魯克遂解聘卡拉漢並改聘用艾兒為她辯護（此為埃默特指導，引用了馬薩諸塞州最高法院的一項裁決：法律系學生只要在有執照的律師的監督下，便可以代表客戶進行辯護）。
在法庭上，艾兒開始盤問布魯克的繼女查緹妮（英語：Chutney Windham）。起初她因提問不得要領而屢遭譏笑，但她隨即發現查緹妮的供詞存在著重大的矛盾：查緹妮稱她在父親被謀殺時因正在洗頭而沒有聽到槍聲，但同時她又說自己當天早上才剛去燙髮；艾兒當庭指出查緹妮的證詞疑點，說明燙過的頭髮若是在最初的24小時內碰水的話，將會使包含在冷燙劑裡的巰基乙酸銨被鈍化而破壞髮型；燙髮經驗已十分豐富的查緹妮理應熟知如此基礎的護髮知識，而查緹妮的捲髮也確實仍然完好無損。查緹妮在艾兒一連串的詰問攻勢下逐漸崩潰，最終脫口承認自己對同齡人成為繼母之事積怨已久、本想殺死布魯克卻不慎誤殺了父親。案情逆轉，法官隨即下令將查緹妮拘禁並從證人轉列被告，布魯克則獲得當庭釋放。
審判結束後。華納對艾兒證明自身實力的亮眼表現刮目相看，向她提出復合的請求，然而艾兒早已看清華納的膚淺本質，認定如今反而是後者配不上自己而拒絕了他。薇薇安也選擇離開華納，和艾兒成了好朋友。兩年後，艾兒獲選在畢業典禮擔任畢業生代表致辭並已獲得了大型律師事務所的聘用，而華納畢業時沒有榮譽，沒有女朋友，也沒有任何工作機會。波拉順利和意中人結婚。另一方面，與艾兒交往兩年的埃默特已經開設了自己的律師事務所，計劃在畢業典禮當晚向她求婚。

## 製作
《律政俏佳人》劇本起源於作者在史丹佛大學法學院就讀的經驗，身為痴迷於時尚和美容的Elle雜誌愛好者，金髮的她經常困擾於與同學們志不同不相為友。在2000年，她遇到了製片人馬克. 普拉特，後者幫助她將手稿發展成小說。普拉特請來編劇凱倫·麥庫拉·盧茨和克爾斯滕·史密斯，將這本小說改編成電影。

## 票房和評價
電影於2001年7月13日上映，受到觀眾的歡迎，以1,800萬美元的預算在全球獲得了1.41億美元的票房收入，並獲得了評論家的高度讚揚，尤其是薇斯朋的表演。爛番茄根據150條專業評論（106條好評，44條差評），獲得71%的新鮮度，平均得分6.2（滿分10分），共識評價寫道：「雖然作品題材是可預料且公式化的，但是瑞絲·薇斯朋有趣、細緻入微的表演，讓這部電影變得比原先可能的情況更好」。Metacritic則根據32條評論，獲得平均59分（滿分100分），代表「褒貶不一或中庸」。

## 榮譽
《律政俏佳人》被提名金球獎最佳電影：音樂及喜劇片類。薇斯朋獲得了金球獎最佳音樂及喜劇類最佳女主角提名，以及2002年MTV影視大獎最佳女主角獎。

## 後續餘波與家庭媒體
本片票房成功催生了一系列電影：2003年的續集《金髮尤物2：白宮粉緊張》，以及2009年發行的《金髮尤物》DVD。此外，同名音樂劇也於2007年1月23日在舊金山首映，並於2007年4月29日在紐約百老匯的宮殿劇院開幕，由勞拉·貝爾·邦迪 (Laura Bell Bundy) 主演。2020年5月，敏迪·卡靈和丹·古爾著手撰寫續集3的劇本。美高梅工作室於2020年10月通過其官方社交媒體確認《金髮尤物3》計劃於2022年5月上映，其後計劃取消。
後2023年4月，亞馬遜宣佈，在收購米高梅後，計劃透過上述電影以及正在開發的電視劇來擴大特許經營權。
2024年5月14日，亞馬遜Prime Video宣佈了即將推出的2025年新前傳系列《Elle》。